# Helmut Martin (Politiker)

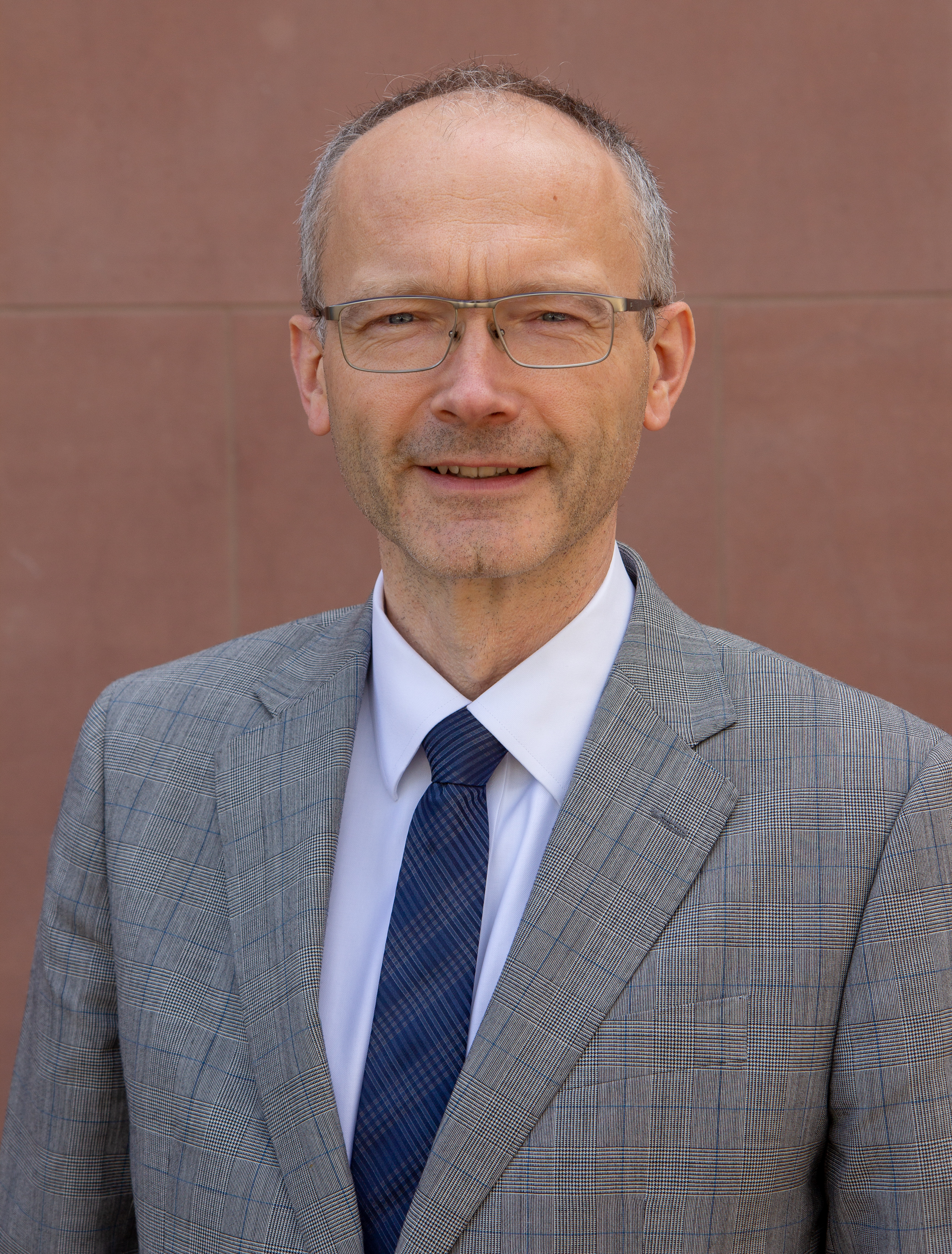
Helmut Martin, 2018

Helmut Martin (* 25. November 1963 in Montabaur) ist ein deutscher Politiker der CDU und seit April 2018 Mitglied des rheinland-pfälzischen Landtags.

## Leben und berufliche Tätigkeiten
Im Anschluss an sein Abitur am Gymnasium an der Stadtmauer in Bad Kreuznach 1982 verpflichtete sich Martin für 2 Jahre als Soldat auf Zeit bei der Bundeswehr. Von 1984 bis 1990 studierte er Rechtswissenschaft in Mainz und Bonn. Nach dem Referendariat in Mainz und Speyer bis 1993 war er bis 1994 als Wissenschaftliche Hilfskraft bei der Johannes-Gutenberg-Universität in Mainz und bei der Handwerkskammer Rheinhessen beschäftigt.
Martin promovierte 1994 in Mainz mit dem Thema Staatliche Fraktionsfinanzierung in Rheinland-Pfalz.
Von 1998 bis 1999 studierte er Immobilienökonomie an der EBS in Oestrich-Winkel.
Von 1994 bis 2002 war Martin  bei der Deutsche Bau- und Bodenbank / Aareal Bank tätig. Von 2002 bis Sommer 2020 war er Sozius der Rechtsanwaltskanzlei NEUSSELMARTIN mit Niederlassungen in Bad Kreuznach und Mainz.
Martin ist der Sohn des früheren Landtagspräsidenten und Minister Albrecht Martin.

## Politik
Martin ist als Nachrücker von Julia Klöckner im Wahlkreis Bad Kreuznach seit 1. April 2018 Landtagsabgeordneter und Mitglied im Rechtsausschuss, im Ausschuss für Wirtschaft und Verkehr und darüber hinaus Mitglied im Richterwahlausschuss. Seit der Kommunalwahl 2019 sitzt Martin auch im Kreistag Bad Kreuznach. Im Juni 2022 wurde er zum Vorsitzenden der CDU-Kreisverbandes Bad Kreuznach gewählt.
Seit 2019 ist er zudem wirtschafts- und verkehrspolitischer Sprecher der CDU-Landtagsfraktion und Beauftragter für Bauen und Wohnen. In der 18. Wahlperiode ist Helmut Martin Vorsitzender des Rechtsausschusses.
Er war von 2001 bis 2022 Vorsitzender des Arbeitskreises Christlich Demokratischer Juristen (ACDJ) in Rheinland-Pfalz. Seit 2015 ist er stellv. Vorsitzender des Bundesarbeitskreises Christlich Demokratischer Juristen (BACDJ).
Bei der rheinland-pfälzischen Landtagswahl 2021 konnte er das Direktmandat im Wahlkreis Bad Kreuznach gegen den SPD-Politiker Michael Simon nicht gewinnen, schaffte aber über die Landesliste den Einzug in den Landtag.
Martin ist seit März 2023 stellvertretender Vorsitzender der CDU-Landtagsfraktion.

## Kontroverse um Rolle beim Rückzug des CDU-Fraktionsvorsitzenden Christian Baldauf
Eine Gruppe von vier CDU-Abgeordneten, darunter Helmut Martin, informierte den CDU-Fraktionsvorsitzenden im rheinland-pfälzischen Landtag, Christian Baldauf, am Morgen des 21. Dezember, dass es für einen Sturz Baldaufs eine angebliche Mehrheit in der Fraktion gibt und er daher zurücktreten solle. Baldauf wurde von der Gruppe geraten, nach Hause (in Frankenthal) zu fahren und in Ruhe darüber nachzudenken. Währenddessen wurde in der Fraktion bereits verbreitet, dass Baldauf zurücktreten werde, Martin selbst wolle den Posten übernehmen. CDU-Abgeordnete sprachen nach der am 22. Dezember erfolgten offiziellen Rücktrittsankündigung Baldaufs für den 31. März 2023 gegenüber Medien mitunter sogar von einem „Putsch“ gegen Baldauf, es ist unklar, ob es in der Fraktion tatsächlich eine Mehrheit gegen Baldauf gegeben hätte.